# Waterman

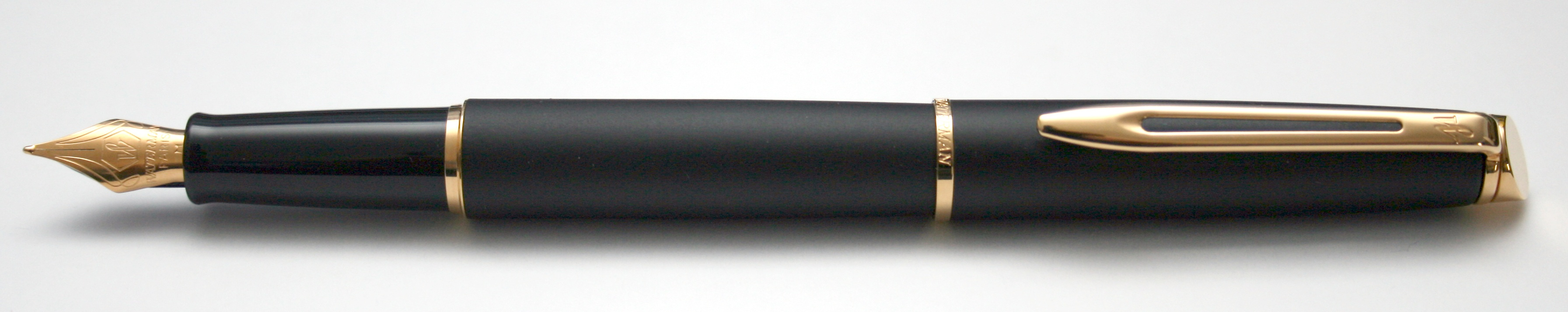
Pióro marki Waterman, model Hemispere

Waterman – firma produkująca przybory piśmiennicze, założona w 1883 przez Lewisa Edsona Watermana. Lewis Waterman był doradcą ubezpieczeniowym z Nowego Jorku.
Obecnie marka Waterman należy do amerykańskiego koncernu Sanford (grupa Newell Rubbermaid) - największego na świecie producenta artykułów piśmiennych, właściciela marki Parker. Wcześniej Waterman był drugim producentem piór wiecznych na świecie.
Fabryka Saint-Herblain, położona niedaleko Nantes (Francja), która istnieje od 1967, produkuje około 5 milionów piór rocznie. 70% produkcji jest przeznaczone na eksport do 110 krajów.

## Historia

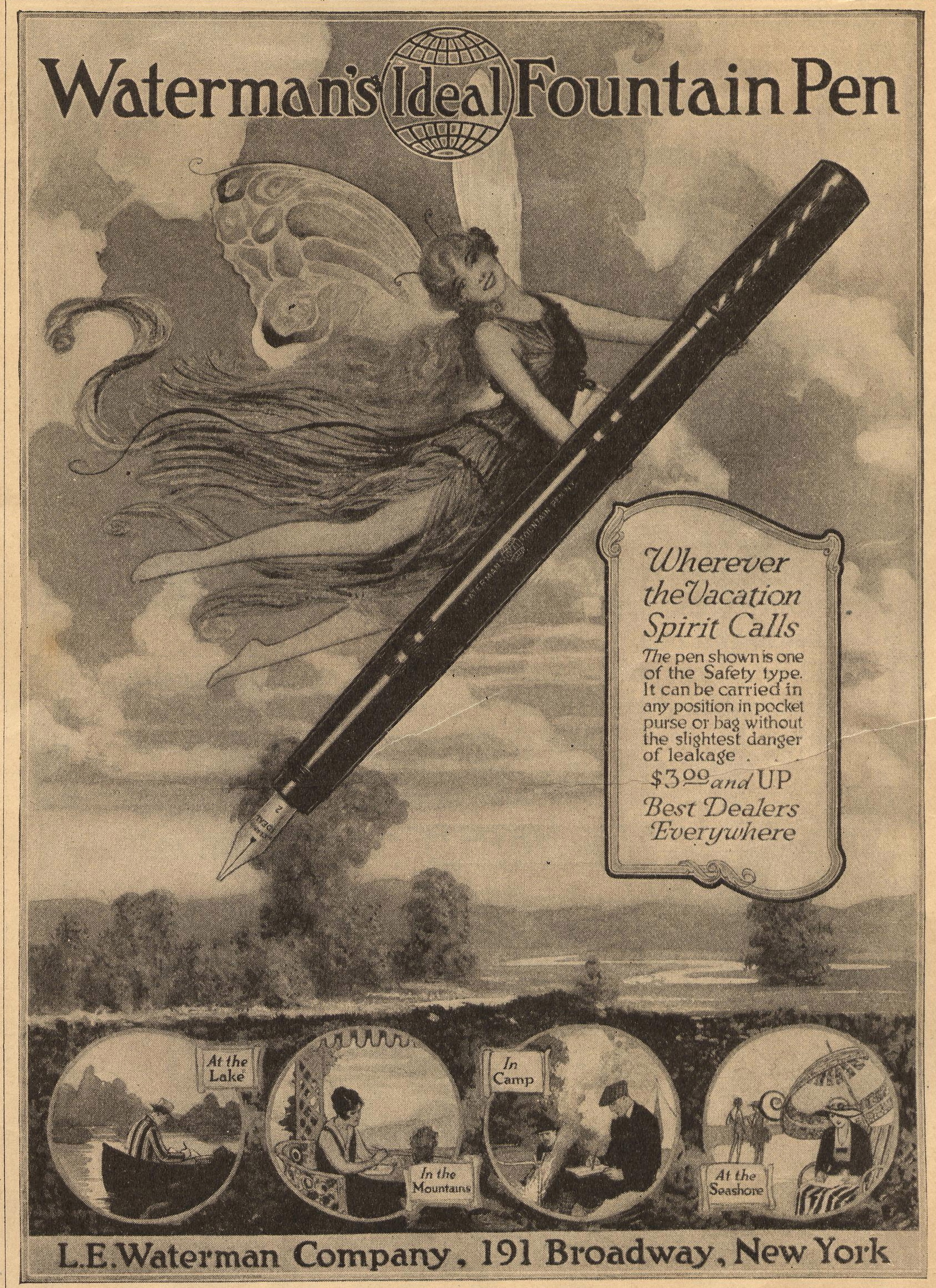
Plakat reklamowy firmy z 1919 roku

Lewis Waterman postanowił zaprojektować własne wieczne pióro. Wkrótce spełnił swój zamiar, jego pierwsze pióro nosiło nazwę "Regular" i zostało opatentowane w 1884.
Kolejne ulepszenia podstawowego projektu oraz agresywny marketing odegrały istotną rolę w produkcji wiecznych piór jako artykułu masowego. Po śmierci założyciela w 1901, firma Waterman nadal się rozwijała.
1904 – zostało wylansowane nowe pióro „clip-cap”, pierwsze pióro z klipsem zabezpieczającym, którym można je przypiąć do kieszeni. Opracowane w 1907 roku, wysuwane „Safety Pen” okazało się rzeczywiście szczelne.
1912 – Waterman wprowadził otwór na monetę która odgrywała rolę przycisku system ten nazywał się „coin filler”
1913 – firma wynalazła system automatycznego napełniania pióra „lever and sack”.
1935 – wprowadzenie przez Jifa Watermana szklanego naboju
1953 – Waterman wymyśla coś lepszego niż dotychczasowy szklany nabój i rozpoczyna erę plastikowych nabojów z atramentem, dodatkowo zwiększając atrakcyjność i użyteczność wiecznych piór.